# Leslie Irvine
Leslie Irvine, né le 23 juin 1958, est un ancien arbitre nord-irlandais de football, qui fut arbitre international dans les débuts des années 1990 jusqu'en 2003.

## Carrière
Il a officié dans des compétitions majeures : 
- Coupe du monde de football des moins de 20 ans 1991 (2 matchs)
- Coupe du monde de football des moins de 17 ans 1995 (4 matchs dont la finale)
- Coupe Intertoto 1998 (finale aller)